# Nikolái Demiánov
Nikolái Yákovlevich Demiánov (en ruso: Николай Яковлевич Демьянов; Tver, 27 de marzo de 1861 — Moscú, 19 de marzo de 1938) fue un químico orgánico ruso-soviético, miembro de la Academia de Ciencias de la URSS (1929), internacionalmente conocido por la Transposición de Demjanov, una reacción química, así como por otros descubrimientos. Fue galardonado con el Premio Lenin en 1930.